# Eurocon

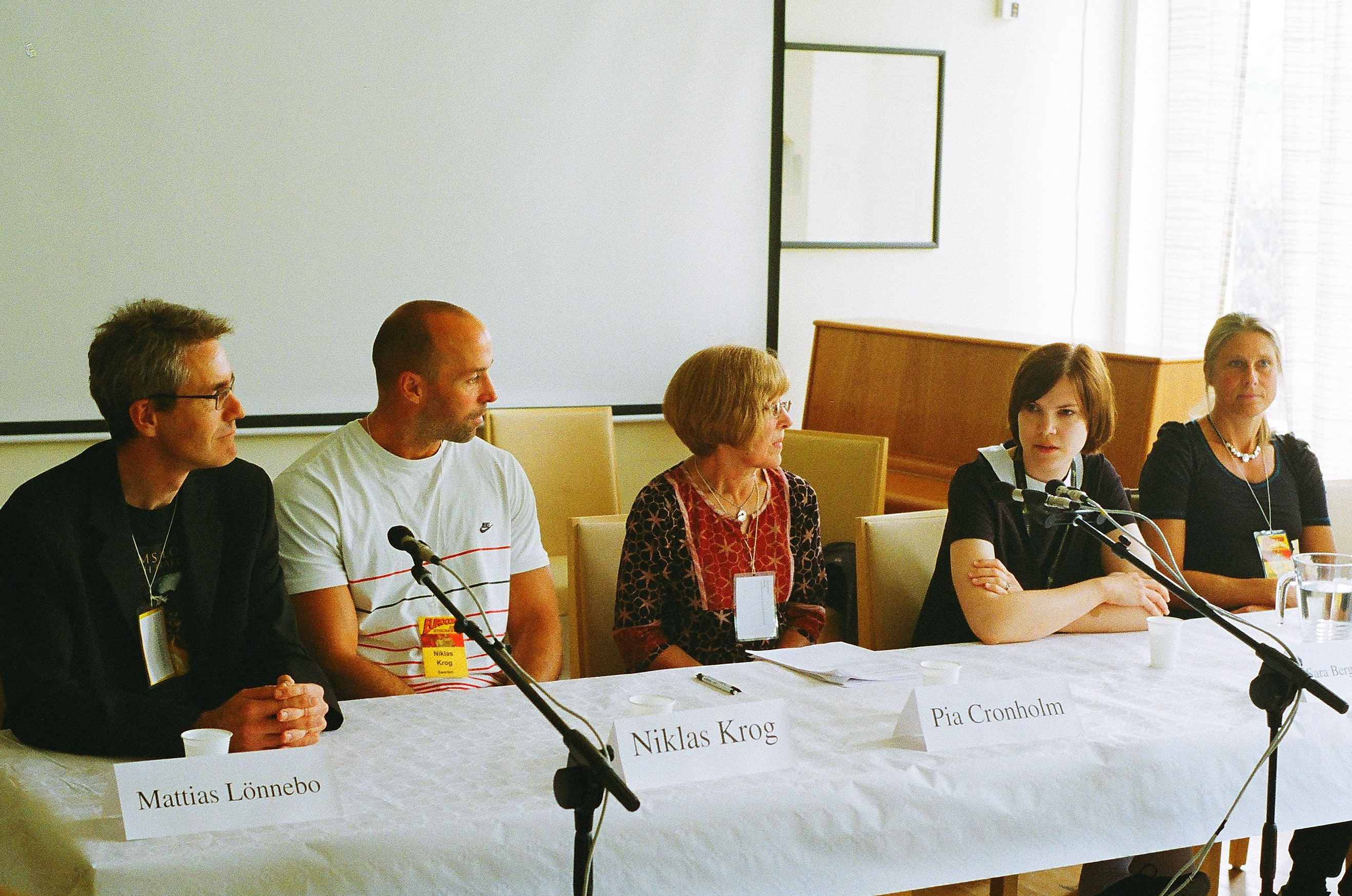
Foto eines Panels bei der Eurocon 2011

Die Eurocon ist die jährlich stattfindende europäische Science-Fiction-Convention. 
Ursprünglich war die Eurocon eine eigenständige Convention und fand in zweijährigem Wechsel in einem europäischen Land statt. Seit 1983 findet die Eurocon jährlich und meist nicht eigenständig, sondern im Rahmen einer anderen großen Convention statt.
Ausgerichtet wird die Eurocon von der European Science Fiction Society, der Tagungsort für das nächste Jahr wird von den Teilnehmern der Convention bestimmt.
Der manchmal auch als Eurocon Award bezeichnete European Science Fiction Society Award wird bei der Eurocon verliehen.
| #  | Name                                                         | Jahr | Ort                                                   | Ehrengäste |
| -- | ------------------------------------------------------------ | ---- | ----------------------------------------------------- | --- |
| 1  | Eurocon 1                                                    | 1972 | Italien, Trieste                                      | John Brunner |
| 2  | Eurocon 2                                                    | 1974 | Frankreich, Grenoble                                  | |
| 3  | Eurocon 3                                                    | 1976 | Polen, Posen                                          | Brian Aldiss |
| 4  | Eurocon 4                                                    | 1978 | Belgien, Brüssel                                      | |
| 5  | Eurocon 5                                                    | 1980 | Italien, Stresa                                       | |
| 6  | Eurocon 6                                                    | 1982 | Westdeutschland, Mönchengladbach                      | |
| 7  | Eurocon 7                                                    | 1983 | Jugoslawien, Ljubljana                                | |
| 8  | Seacon '84 = Eastercon 35                                    | 1984 | UK, Brighton                                          | Pierre Barbet, Waldemar Kumming, Josef Nesvadba, Christopher Priest, Roger Zelazny. Philip José Farmer war eingeladen, aber verhindert. |
| 9  | Ballcon                                                      | 1986 | Jugoslawien, Zagreb                                   | Sam Lundwall |
| 10 | Eurocon 1987                                                 | 1987 | Frankreich, Montpellier                               | |
| 11 | Eurocon 1988                                                 | 1988 | Ungarn, Budapest                                      | |
| 12 | Eurocon 1989                                                 | 1989 | San Marino                                            | |
| 13 | Eurocon 1990                                                 | 1990 | Frankreich, Fayence                                   | |
| 14 | Cracon = Polcon 1991                                         | 1991 | Polen, Krakau                                         | |
| 15 | FreuCon XII                                                  | 1992 | Deutschland, Freudenstadt                             | John Brunner, Iain Banks, Norman Spinrad, Daniel Walther |
| 16 | Helicon = Eastercon 44                                       | 1993 | UK, Jersey                                            | John Brunner, George R. R. Martin, Karel Thole, Larry van der Putte |
| 17 | Eurocon 1994                                                 | 1994 | Rumänien, Timișoara                                   | |
| 18 | Intersection = Worldcon 1995 = Interthingy 1                 | 1995 | UK, Glasgow                                           | Samuel R. Delany, Gerry Anderson, Les Edwards, Vincent Clarke |
| 19 | Lithuanicon                                                  | 1996 | Litauen, Vilnius                                      | |
| 20 | Octocon 8                                                    | 1997 | Irland, Dublin                                        | Harry Harrison, Chris Reed |
| 21 | Trinity                                                      | 1999 | Deutschland, Dortmund                                 | Brian Aldiss, Mark Brandis (alias Nikolai von Michalewsky), Diane Duane, Harry Harrison, Sam Lundwall, Roger MacBride Allen, Peter Morwood, Terry Pratchett, Ian Watson                                                                         |
| 22 | Tricity 2000                                                 | 2000 | Polen, Danzig                                         | |
| 23 | Atlantykron                                                  | 2001 | Rumänien, Capidava                                    | Norman Spinrad, Joe Haldeman, Ion Hobana, David Lewis Anderson |
| 24 | Parcon 2002                                                  | 2002 | Tschechien, Chotěboř                                  | George R. R. Martin, Robert Holdstock, Jim Burns, Myra Çakan, Kir Bulychev, Andrzej Sapkowski, Rafał Ziemkiewicz, Ernst Uleck, Isobel Carmody, William King, Jaroslav Velinský, Phillipe Coriat, Ondřej Neff, Klaus N. Frick, Martina Pilcerova |
| 25 | Finncon 2003                                                 | 2003 | Finnland, Turku                                       | Michael Swanwick, Steve Sansweet, Karolina Bjällerstedt Mickos, Boris Hurtta, Jonathan Clements, Björn Tore Sund |
| 26 | Bulgacon                                                     | 2004 | Bulgarien, Plowdiw                                    | Robert Sheckley, Ian Watson, Sergei Lukjanenko, Andrzej Sapkowski, Roberto Quaglia, Patrick Gyger |
| 27 | Interaction = Worldcon 2005 = Interthingy 2                  | 2005 | UK, Glasgow                                           | Christopher Priest, Robert Sheckley (war verhindert), Jane Yolen, Greg Pickersgill, Lars-Olov Strandberg |
| 28 | Portal 28                                                    | 2006 | Ukraine, Kiew                                         | Harry Harrison, Andrzej Sapkowski |
| 29 | Eurocon 2007                                                 | 2007 | Dänemark, Kopenhagen                                  | Anne McCaffrey, Stephen Baxter, Zoran Živković, David A. Hardy, Niels Dalgaard |
| 30 | Eurocon 2008 = RosCon = Euroscon = Interpresscon             | 2008 | Russland, Moskau                                      | Harry Harrison, Sergei Wassiljewitsch Lukjanenko |
| 31 | Deepcon 10 = Italcon 35                                      | 2009 | Italien                                               | Giuseppe Lippi, Lolita Fatjo, Marina Sirtis, Anthony Simcoe, Max Grodénchik, Larry Nemecek, Janet Nemecek, Ian Watson, Sergey Lukyanenko, Bruce Sterling, Geoffrey Landis, Mary Turzillo                                                        |
| 32 | Polcon 2010 = Parcon 2010                                    | 2010 | Tschechien, Český Těšín und Polen, Cieszyn            | Juraj Cervenak, Andrzej Sapkowski, Miroslav Zamboch, Orson Scott Card |
| 33 | Eurocon 2011                                                 | 2011 | Schweden, Stockholm                                   | Elizabeth Bear, Ian McDonald, John-Henri Holmberg, Jukka Halme |
| 34 | SFeraKon                                                     | 2012 | Kroatien, Zagreb                                      | Tim Powers, Charles Stross, Dmitry Glukhovsky, Darko Macan, Cheryl Morgan, Joanna Russ, Andre Norton |
| 35 | Eurocon 2013                                                 | 2013 | Ukraine, Kiew                                         | Chris Priest, Andriy Valentynov, Olga Gromyko, Andriy Dmytruk, Maryna and Serhiy Dyachenko, Henry Lion Oldie, Vadim Panov |
| 36 | Shamrokon                                                    | 2014 | Irland, Dublin                                        | Jim Fitzpatrick, Seanan McGuire, Andrzej Sapkowski, Ylva Spangberg |
| 37 | Eurocon 2015                                                 | 2015 | Russland, St. Petersburg                              | Joe Abercrombie, Michael Stackpole, Jukka Halme, Pavel Vinogradov |
| 38 | Bcon                                                         | 2016 | Spanien, Barcelona                                    | Aliette de Bodard, Richard Morgan, Péter Michaleczky Enrique Corominas, Andrzej Sapkowski, Johanna Sinisalo, Rosa Montero, Rhianna Pratchett |
| 39 | U.con                                                        | 2017 | Deutschland, Dortmund                                 | Aleksandar Žiljak, Andreas Eschbach, Autun Purser, Dave Hutchinson |
| 40 | Nemo 2018                                                    | 2018 | Frankreich, Amiens                                    | |
| 41 | TitanCon 2019                                                | 2019 | UK, Belfast                                           | |
| 42 | FuturiCon 2020                                               | 2020 | Kroatien, Rijeka (wegen Corona virtuell durchgeführt) | Ivica Puljak, Adrian Tchaikovsky, Ivana Delač |
| 43 | EuroCon/ItalCon/DeepCon (wegen Corona erst im November 2021) | 2021 | Fiuggi, Italien                                       | Marco Casolino, Giuliano Giuffrida, Shun Iwasawa, Hanne Madeleine Paine, Maurizio Manzieri, Chase Masterson, Ian McDonald, Eric A. Stillwell, Licia Troisi                                                                                      |
| 44 | LuxCon                                                       | 2022 | Dudelange, Luxemburg                                  | Arkady Martine, Aliette de Bodard, Vivian Shaw, Peadar Ó Guilín, Bernhard Hennen, Robert Corvus, Agnieszka Hałas, Gunilla Jonsson und Michael Petersén, Marieke Nijkamp, Kai Meyer, Andreas Eschbach, Tommy Krappweis                           |
| 45 | Konflikt                                                     | 2023 | Uppsala, Schweden                                     | Martha Wells, Francesco Verso, Merja Polvinen, Johan Egerkrans |
| 46 | Erasmuscon                                                   | 2024 | Rotterdam, Niederlande                                | Bo Balder, Jasper Fforde, Andrzej Sapkowski |
| 47 | Archipelacon 2                                               | 2025 | Mariehamn, Åland, Finnland                            | Jeff VanderMeer, Ann VanderMeer, Mats Strandberg, Emmi Itäranta |